# زیبولن برد ونس
زیبولن برد ونس (به انگلیسی: Zebulon Baird Vance) سناتور سابق عضو حزب دموکرات ایالات متحده آمریکا بود. وی در سال ۱۸۷۹ تا ۱۸۹۴ میلادی سناتور ایالت کارولینای شمالی در سنای ایالات متحده آمریکا بود.